# Ozyptila utotchkini
Ozyptila utotchkini är en spindelart som beskrevs av Yuri M. Marusik 1990. Ozyptila utotchkini ingår i släktet Ozyptila och familjen krabbspindlar. Inga underarter finns listade i Catalogue of Life.